# Аданський кебаб
Ада́нський кеба́б (тур. Adana kebabı) (також відомий як Kıyma kebabı та Urfa kebabı) — довгий, вручну сформований з фаршу м'ясний кебаб, на широкому залізному шампурі, грильований на відкритому мангалі на вогні з вугілля. Названий на честь Адани, п'ятого за величиною міста Туреччини і спочатку був відомий як «Кийма кебабі» (дослівно: шашлик з фаршу).

## Історія

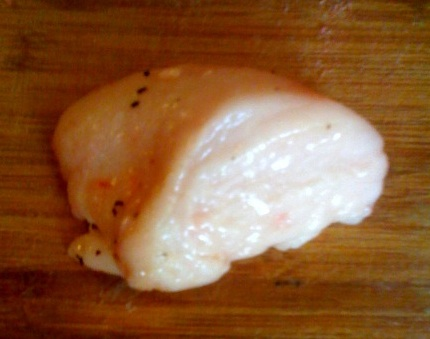
Курдюк, найважливіший інгредієнт аданського кебабу.

Кебаб зазвичай виготовляють з ягнячого м'яса та курдюка, хоча є багато регіональних варіацій. Аданські кебаби поширені від Мерсіна в Туреччині до Кіркука в Іраці та Алеппо в Сирії. На думку багатьох авторів, цей шашлик народився в результаті злиття турецької та арабської культур. Місто Біреджік в еялеті Алеппо вважають батьківщиною цього кебабу. Версія страви з провінції Адана отримала «Контроль справжності походження» у лютому 2005 року після судових процесів.

## Варіації
В Стамбулі та інших турецьких громадах за межами Адани та Алеппо, кийма-кебаб — це або «Адана кебабі» (гострий варіант), або «Урфа-кебабі» (не гострий). Оригінальний рецепт Адани взагалі не був гострим, а урфа кебабі не існувало навіть в Урфі, де місцевий різновид кийма-кебаб називається Haşhaş kebabı.

## Рецепт

### Фарш
Аданський кебаб виготовляють з м'яса ягняти-самця, молодше одного року. Тварину потрібно вирощувати у природному середовищі.
Потім м'ясо слід очистити від сполучної тканини, нервів і внутрішнього жиру. Потім його слід порізати шматками і разом з курдюком у пропорції від одного до п'яти відкласти на добу.
На наступний день м'ясо і сало потрібно подрібнити вручну, використовуючи серпоподібний інструмент, відомий як «Zırh». Додають солодкий червоний перець (також вручну нарізаний) і сіль. Можна додавати пряний зелений перець та свіжі зубчики часнику.
Потім м'ясо ретельно вимісити разом з жиром, сіллю та іншими інгредієнтами до однорідної консистенції.

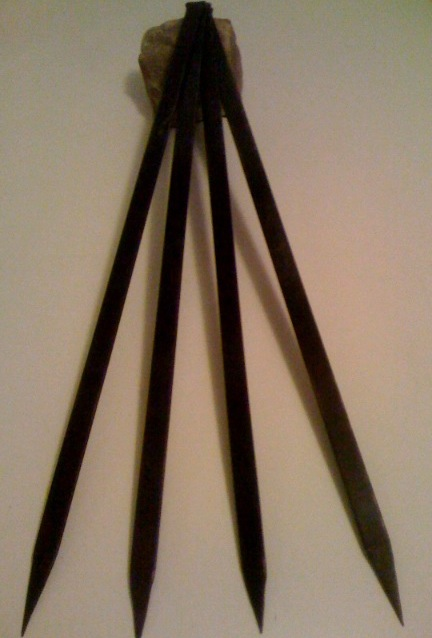
Широкі шампури з чистого заліза, спеціально створені для аданського кебабу.

### Нанизування
Суміш поміщають на залізні шампурі, які 0,5 см товщиною, 3 см в завширшки і десь від 90 до 120 см завдовжки. Один аданський кебаб зазвичай дорівнює 180 грам м'яса на одному шампурі.
Трохи води дозволяють фаршу краще прилипати до шампура. Якщо це не зробили належним чином м'ясо буде відділятися від шампурів під час обсмажування.

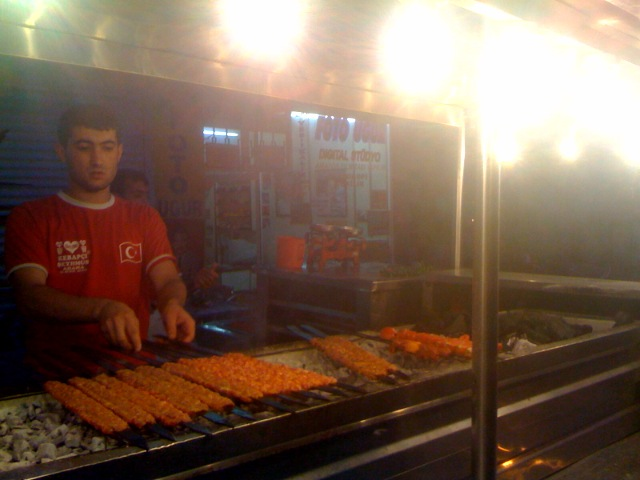
Адана кебабі на мангалі

### Приготування
Нанизані шампури обсмажуються над вугіллям з дубової деревини, що тліють. Коли м'ясо стане темно-коричневим, воно готове. Шампури часто обертаються під час цього процесу. Плавлений жир збирають на лаваш, притискаючи шматки плоского хліба до м'яса під час смаження; так його нагрівають.

### Подача

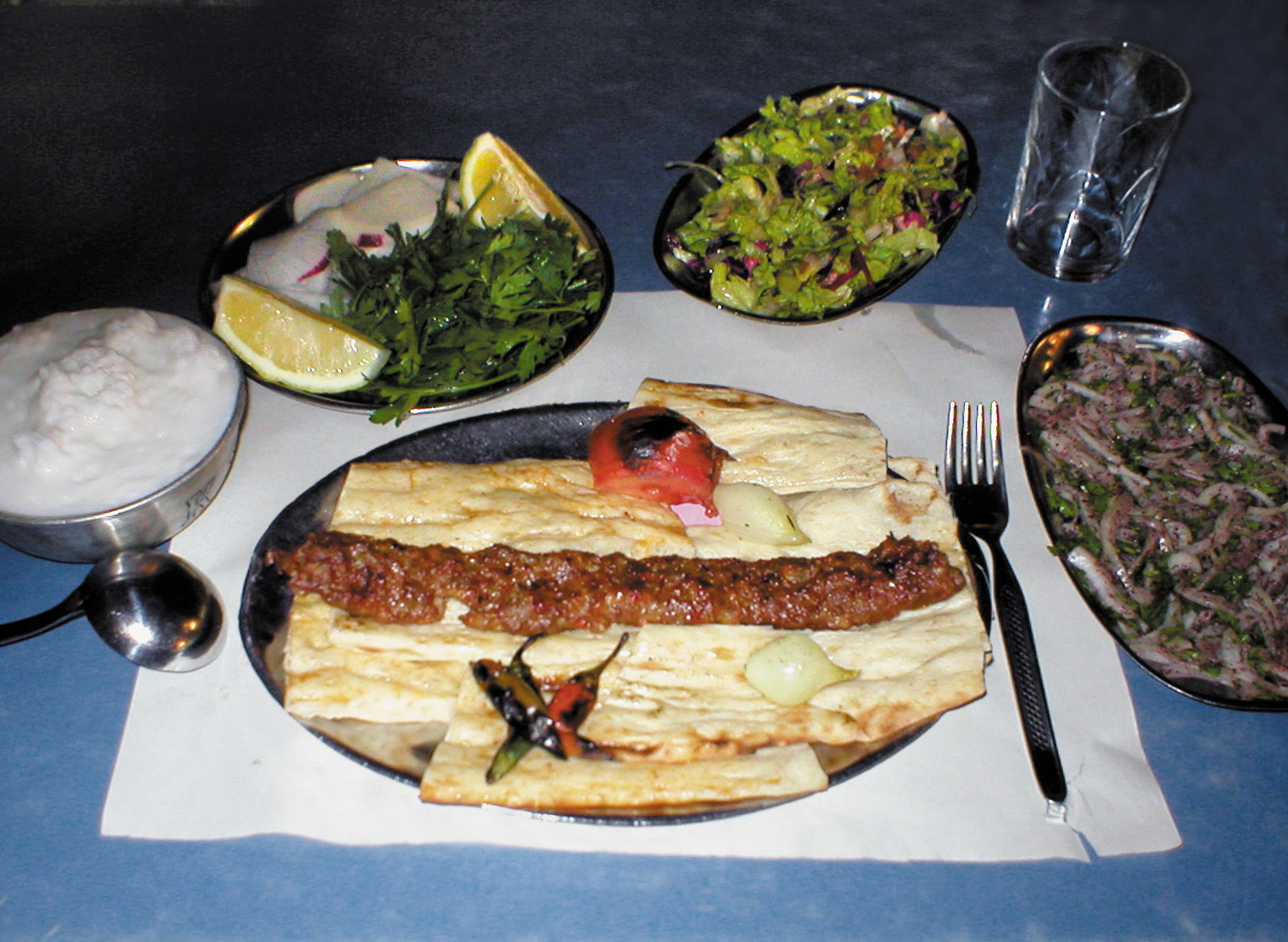
Аданський кебаб на тарілці з айраном.

Кебаб зазвичай подають на тарілці, як «порцію», або загорнуті в плоскі хлібці, як «дюрюм».
Шашлик подається на лаваші зі смаженими помідорами, зеленим або червоним перцем і соломкою цибулі з петрушкою і сумахом. Інші типові мезе в Адані включають червоний перець езме з гранатовою патокою, свіжі листя м'яти та естрагону, тушкований шалот з оливковою олією та гранатовою патокою, мариновані невеликі зелені перці чилі, а навколо Мерсін — зелені стебла шалота з шматочками гіркого апельсина, цитрона, лайма та лимона. Багато ресторанів навколо Адани також подають гарячий хумус з вершковим маслом з бастурмою.
При подачі аданський кебаб їдять так: знімають шкірку з овочів і розминають обсмажені помідори та перець у пасту, кладуть їх у лаваш з шашликом, посипаний щедрою щіпкою суміші цибулі, сумаху та петрушки, і загортати все це у дюрум (рол).
Айран і шалгам — два основні напої, що подають до аданського кебабу вдень. У спекотні літні вечори часто надають перевагу крижаному раки, поряд із шалгамом.

### Дюрум
Порізаний шашлик дістають з мангала, виймають шампур і кладуть зверху на великий лаваш або корж (tırnak pidesi, зверху присипають цибулею, невеликими кубиками помідорів, трохи петрушки, потім посипають трохи солі, кмину і сумаху і загортають в довгий рулет. Айран частіше вживають разом з дюрюмом порівняно з шалгамом.

## Фестиваль
На честь аданського кебабу і раки проводять фестиваль в Адані з 2010 року — Всесвітній фестиваль Раки. Подія перетворилася на загальнонаціональний вуличний фестиваль, вуличні музиканти, що грають на барабанах та туйдуці, розважають відвідувачів цілу ніч у другу суботу кожного грудня.